# Tom Van Avermaet
Pour les articles homonymes, voir Van Avermaet.
Tom Van Avermaet (né le 22 juillet 1982) est un réalisateur, scénariste et producteur de cinéma belge.
Son film Mort d'une ombre, avec Matthias Schoenaerts et Laura Verlinden dans les premiers rôles, a été nommé pour l'Oscar du meilleur court métrage en 2013.

## Filmographie
- 2006 : Droomtijd
- 2012 : Mort d'une ombre (Dood van een schaduw)

## Prix et nominations
Prix
- 2007 : Méliès d'argent du Festival de Bruxelles pour Droomtijd
- 2012 : Samain du cinéma fantastique de Nice Prix du public pour Mort d'une ombre
- 2012 : LA Shorts Fest (en) (Los Angeles) : Best Of The Fest : Mort d'une ombre
- 2012 : Valladolid International Film Festival : (Best European Short) : Mort d'une ombre
- 2013 : Festival international du film fantastique de Gérardmer : Grand prix du court métrage pour Mort d'une ombre

Nominations
- Oscars 2013 : Oscar du meilleur court métrage en prises de vues réelles : Mort d'une ombre
- 2013 : Prix du cinéma européen : Mort d'une ombre